# Presa Solís
La presa Solís es una presa de México construida en el cauce del Río Lerma en el municipio de Acámbaro, Guanajuato, fue inaugurada el 15 de mayo de 1949 por el entonces presidente de México, Miguel Alemán Valdés, su embalse tiene una capacidad de albergar 728 hectómetros cúbicos de agua, el uso primordial de esta presa es el riego agrícola para la zona de Acámbaro.